# Don't Stop 'Til You Get Enough
〈Don't Stop 'Til You Get Enough〉는 마이클 잭슨의 음반 《Off the Wall》에 실린 노래이다. 1979년 7월 28일 에픽 레코즈를 통해 발매된 이 노래는 잭슨의 5번째 스튜디오 음반 Off the Wall(1979년)의 5번째 곡이다. 잭슨의 최초의 솔로 녹음곡이다.

## 뮤직비디오
"Don't Stop 'Til You Get Enough"의 뮤직비디오는 닉 색스턴에 의해 감독, 제작되었으며 1979년 10울 초연되었다.

## 곡 목록
| 유럽 7" 싱글 (EPC 7763) - A. "Don't Stop 'Til You Get Enough - 3:58 - B. "I Can't Help It" - 4:29 네덜란드 12" 싱글 - A. "Don't Stop 'Til You Get Enough - 5:53 - B. "I Can't Help It" - 4:29 | "Visionary" DualDisc single (82876725112) CD 사이드 1. "Don't Stop 'Til You Get Enough" (7" Edit) - 3:58 2. "Don't Stop 'Til You Get Enough" (12" Edit) - 5:53 DVD 사이드 1. "Don't Stop 'Til You Get Enough" (Video) - 4:11 |